# Parikka
Parikka är en ö i Finland. Den ligger i sjön Kuolimo och i kommunen Savitaipale i den ekonomiska regionen  Villmanstrands ekonomiska region  och landskapet Södra Karelen, i den södra delen av landet, 180 km nordost om huvudstaden Helsingfors. Öns area är 86,9 hektar och dess största längd är 1,6 kilometer i sydväst-nordöstlig riktning.